# De Tour Village
De Tour Village is een plaats (village) in de Amerikaanse staat Michigan, en valt bestuurlijk gezien onder Chippewa County.

## Demografie
Bij de volkstelling in 2000 werd het aantal inwoners vastgesteld op 421.
In 2006 is het aantal inwoners door het United States Census Bureau geschat op 413, een daling van 8 (-1.9%).

## Geografie
Volgens het United States Census Bureau beslaat de plaats een oppervlakte van
21,7 km², waarvan 9,2 km² land en 12,5 km² water.

## Plaatsen in de nabije omgeving
De onderstaande figuur toont nabijgelegen plaatsen in een straal van 68 km rond De Tour Village.